# Господин Михайловски
Господин Михайловски е български революционер, съратник на Колю Ганчев. Участник е в Старозагорското въстание от 1875 г. Заловен е през септември 1875 г. Обесен е публично в Стара Загора Акарджанския алан на 19 май 1876 г., заедно с Колю Ганчев.
На негово име има кръстена улица в Стара Загора.